# مزدا۶
مزدا۶ (Mazda6) خودرویی است که از سال ۲۰۰۲ تا کنون توسط شرکت مزدا در هیروشیما، ژاپن، ژاپن، آمریکای شمالی، بوگوتا، کلمبیا، آمریکای جنوبی، چانگچون، جمهوری خلق چین و تایلند تولید شده‌است.
این خودرو در کلاس خودرو سایز متوسط قرار گرفته، طراحی آن موتور جلو، خودرو محور جلو، خودرو چهار چرخ محرک بوده‌است.

## مزدااسپید۶
مزدااسپید۶ (Mazdaspeed۶) خودرویی است که در سال‌های ۲۰۰۵ تا ۲۰۰۷ تولید شده‌است.
این خودرو در کلاس خودرو سایز متوسط قرار گرفته، طول آن در حالت طبیعی ۴٬۶۹۰ میلیمتر (۱۸۴٫۶ اینچ)، عرض آن در حالت طبیعی ۱٬۷۸۰ میلیمتر (۷۰٫۱ اینچ) و ارتفاع آن در حالت طبیعی ۱٬۴۳۰ میلیمتر (۵۶٫۳ اینچ) و وزن آن در حالت طبیعی ۱٬۶۲۸ کیلوگرم (۳٬۵۸۹ پوند) است. سیستم جعبه‌دندهٔ آن ۶ دنده به صورت دستی است.

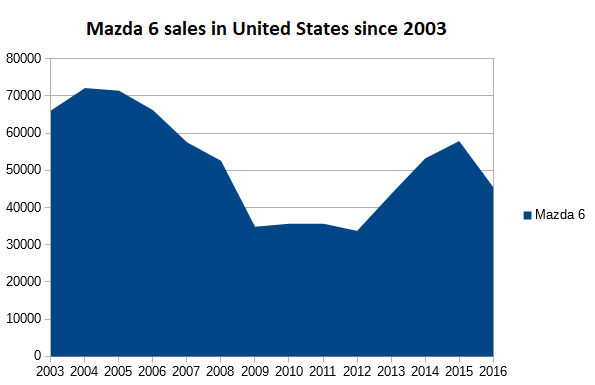
فروش سالانه مزدا۶ در ایالات متحده

## نگارخانه

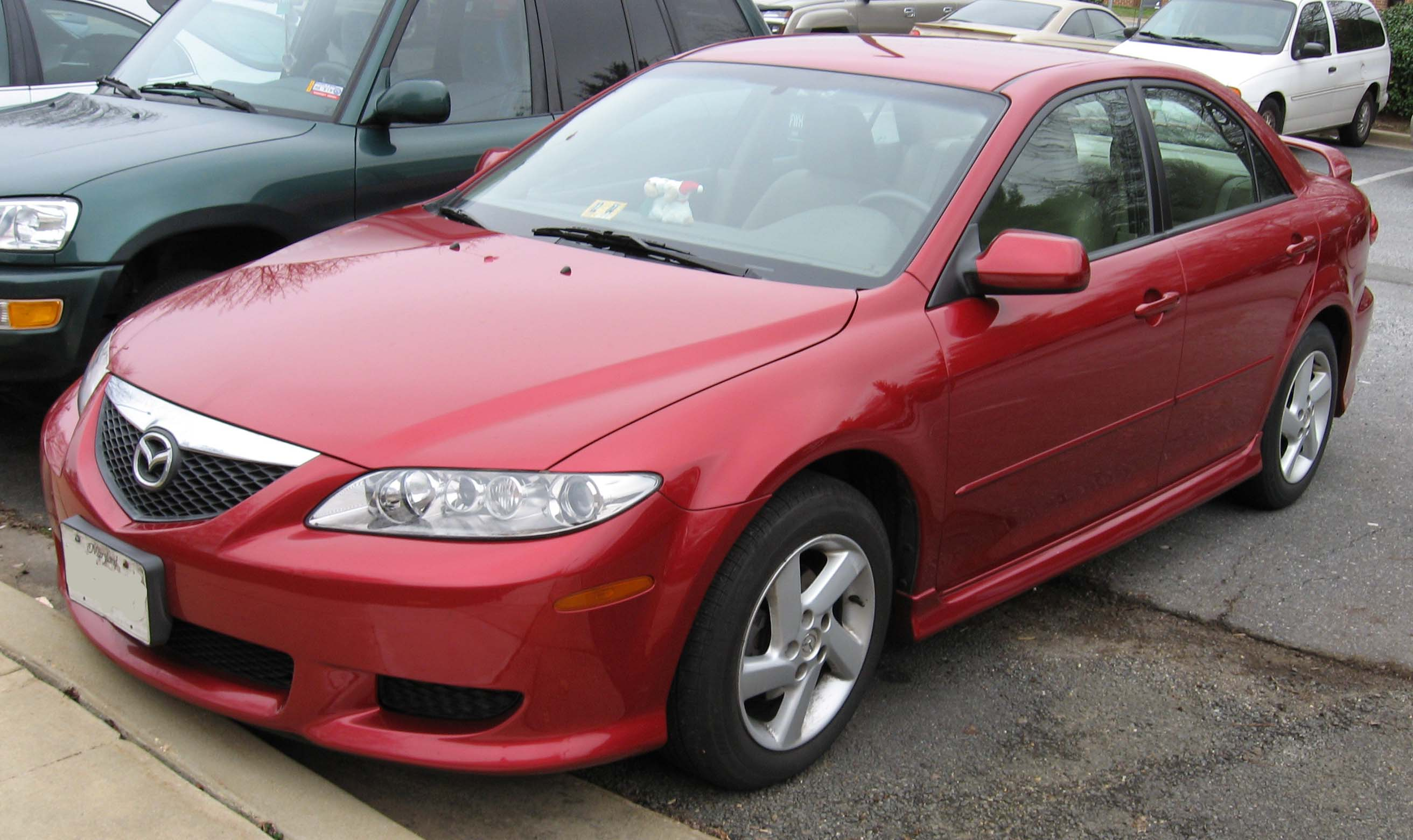
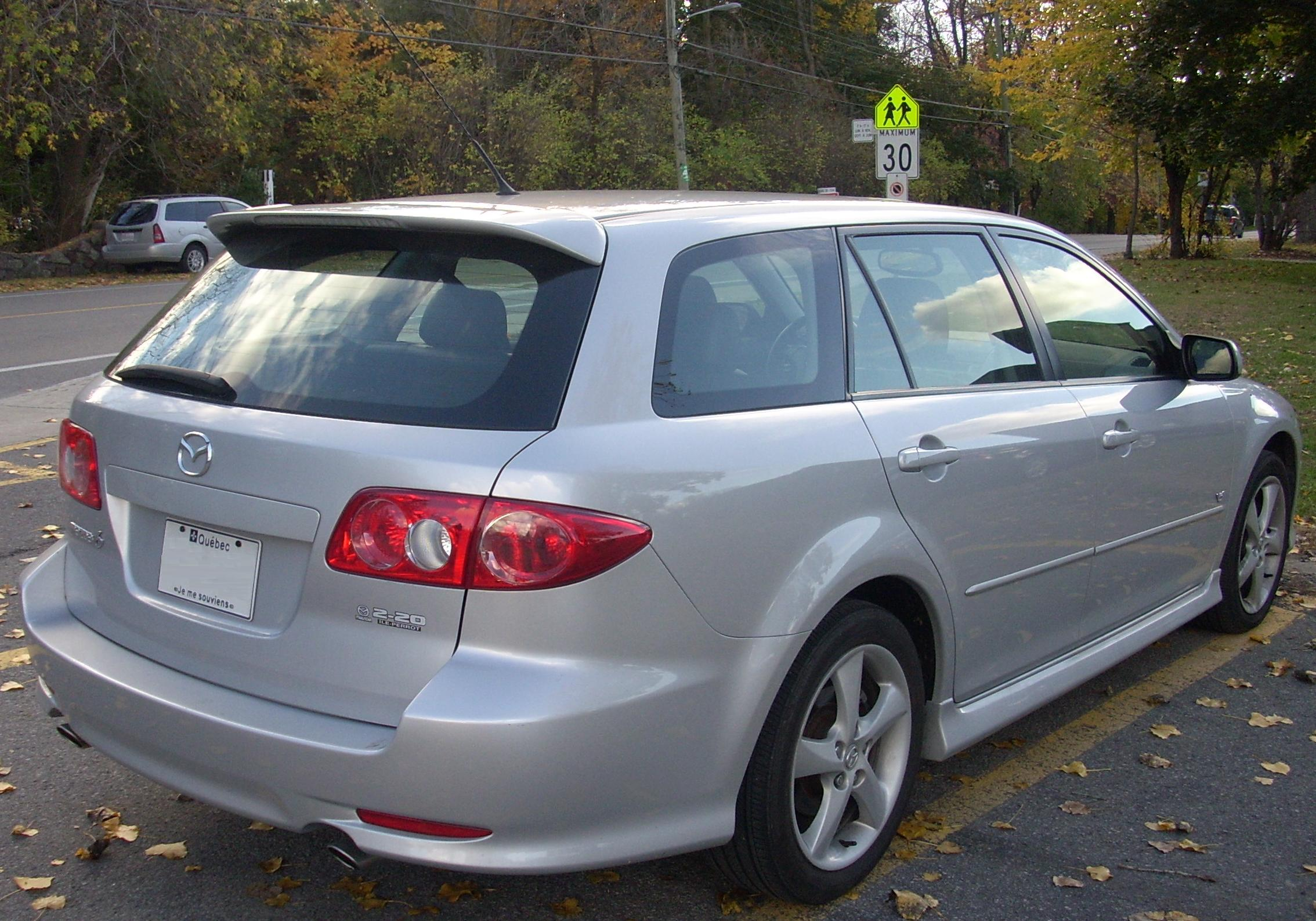
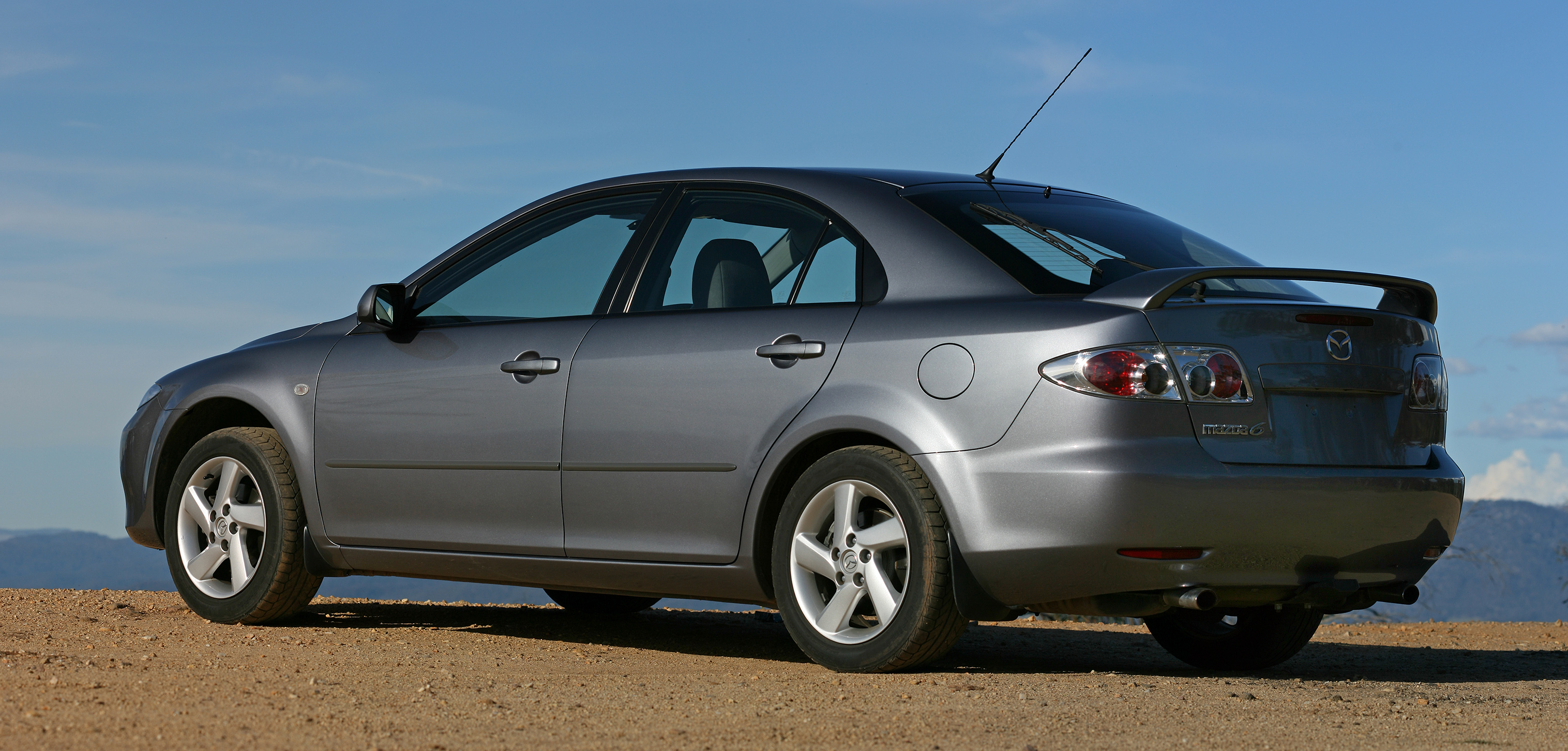
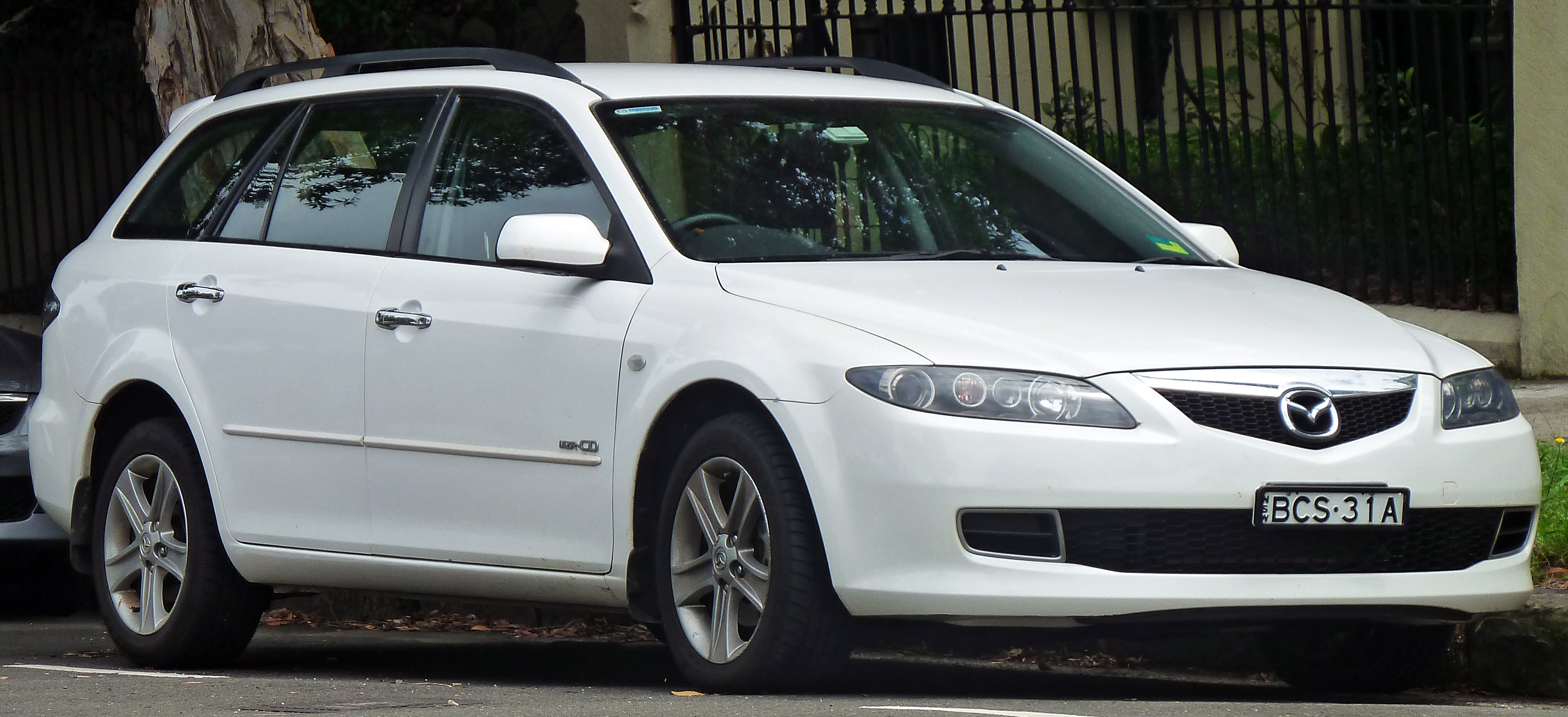
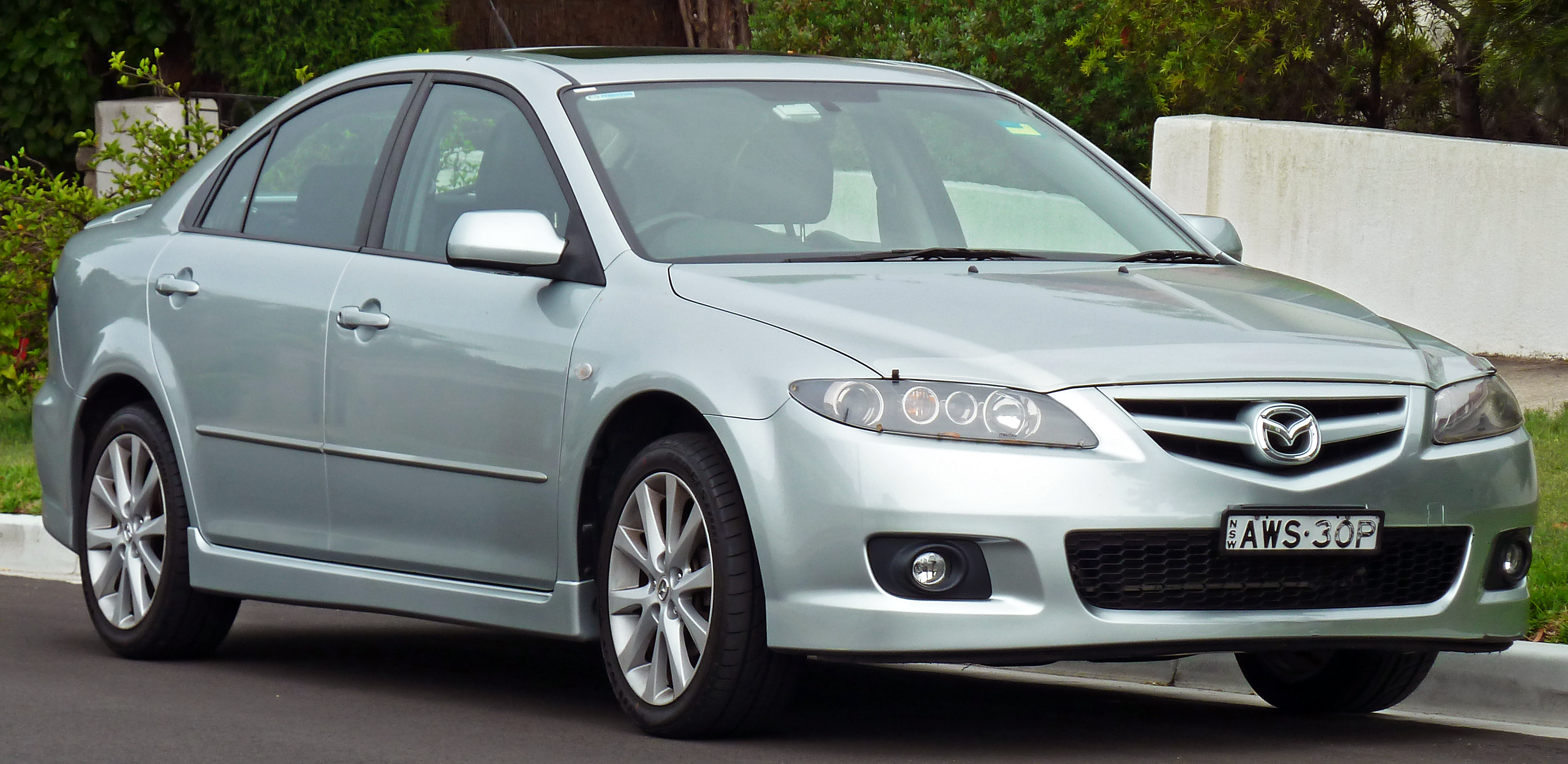
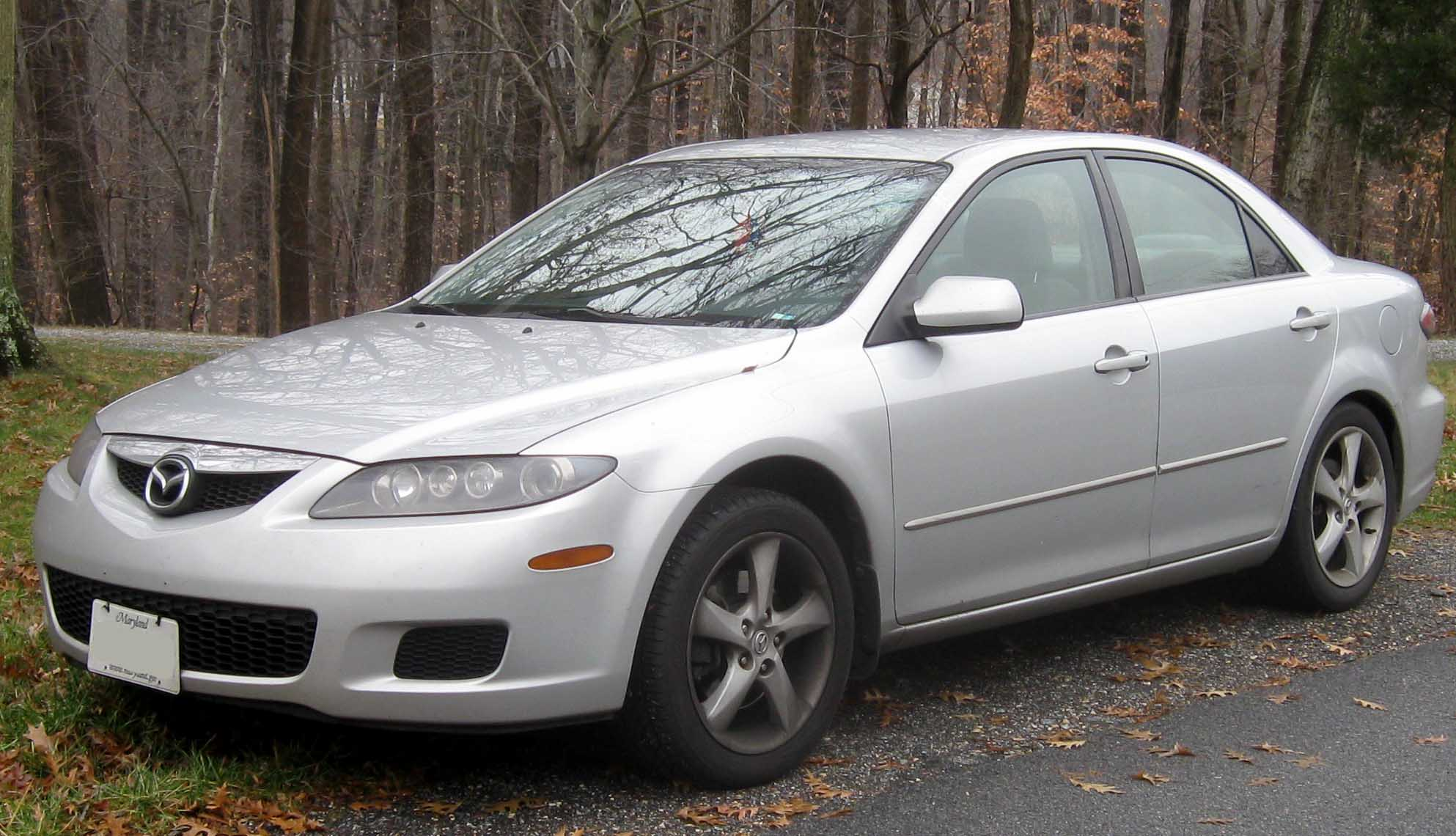
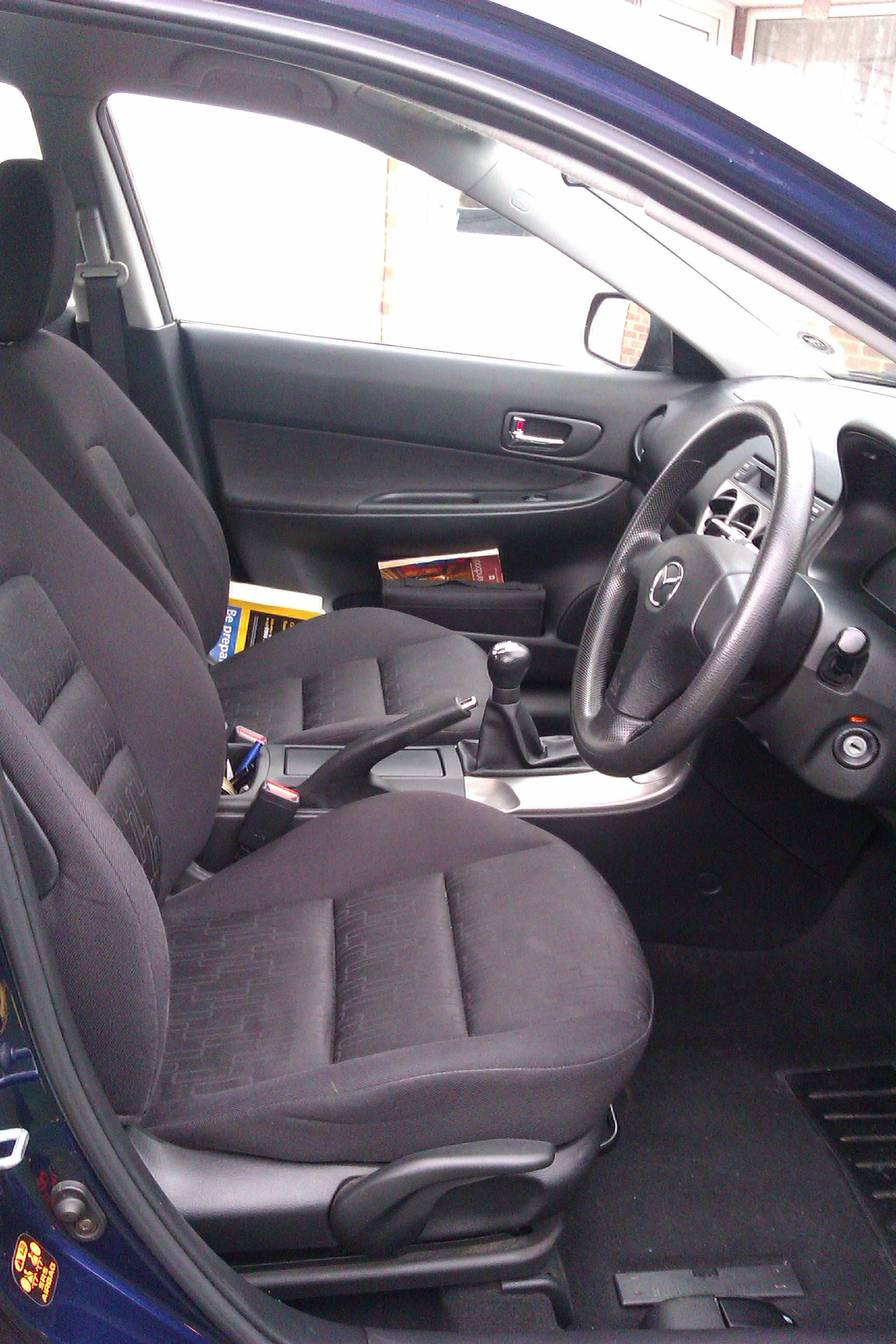
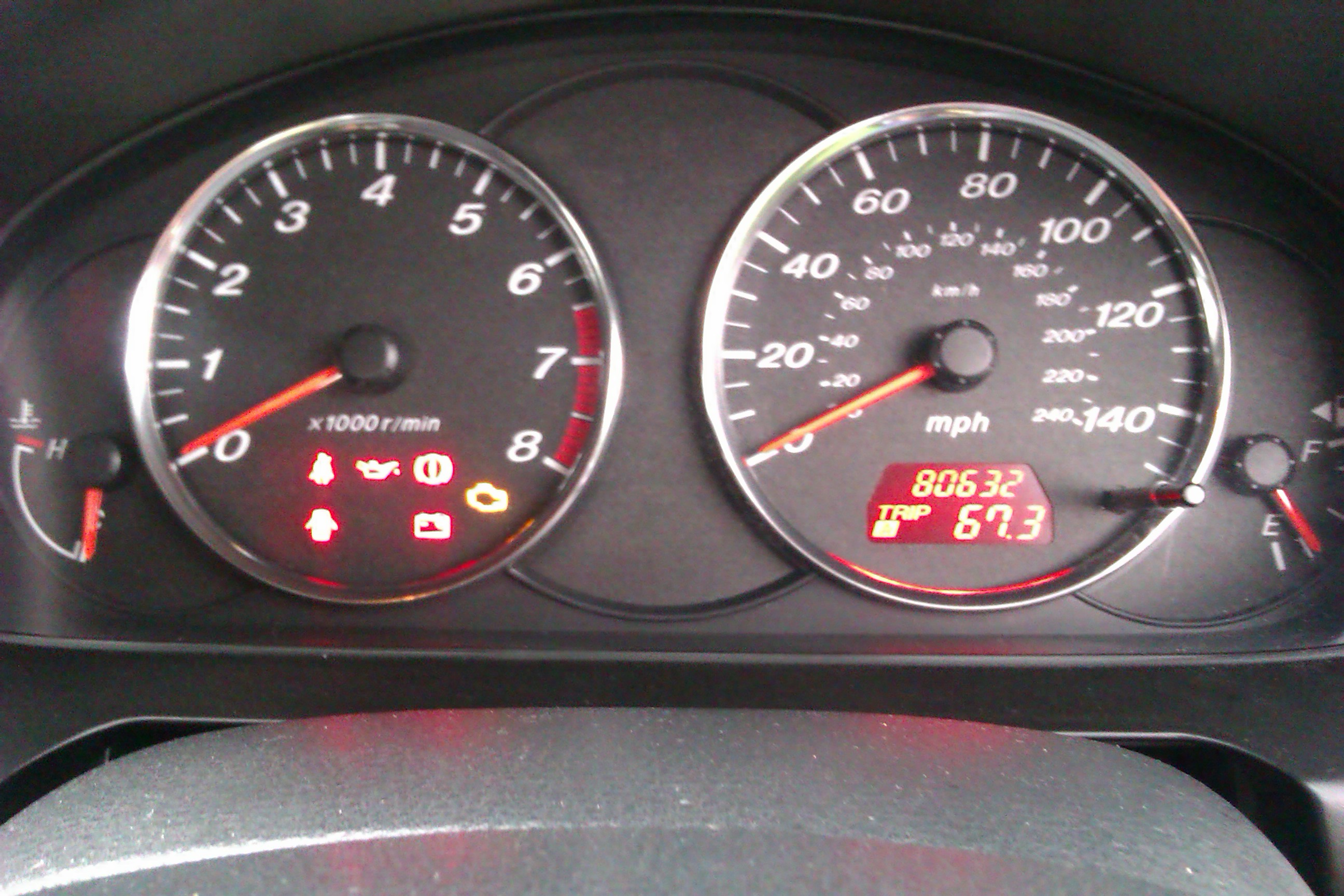
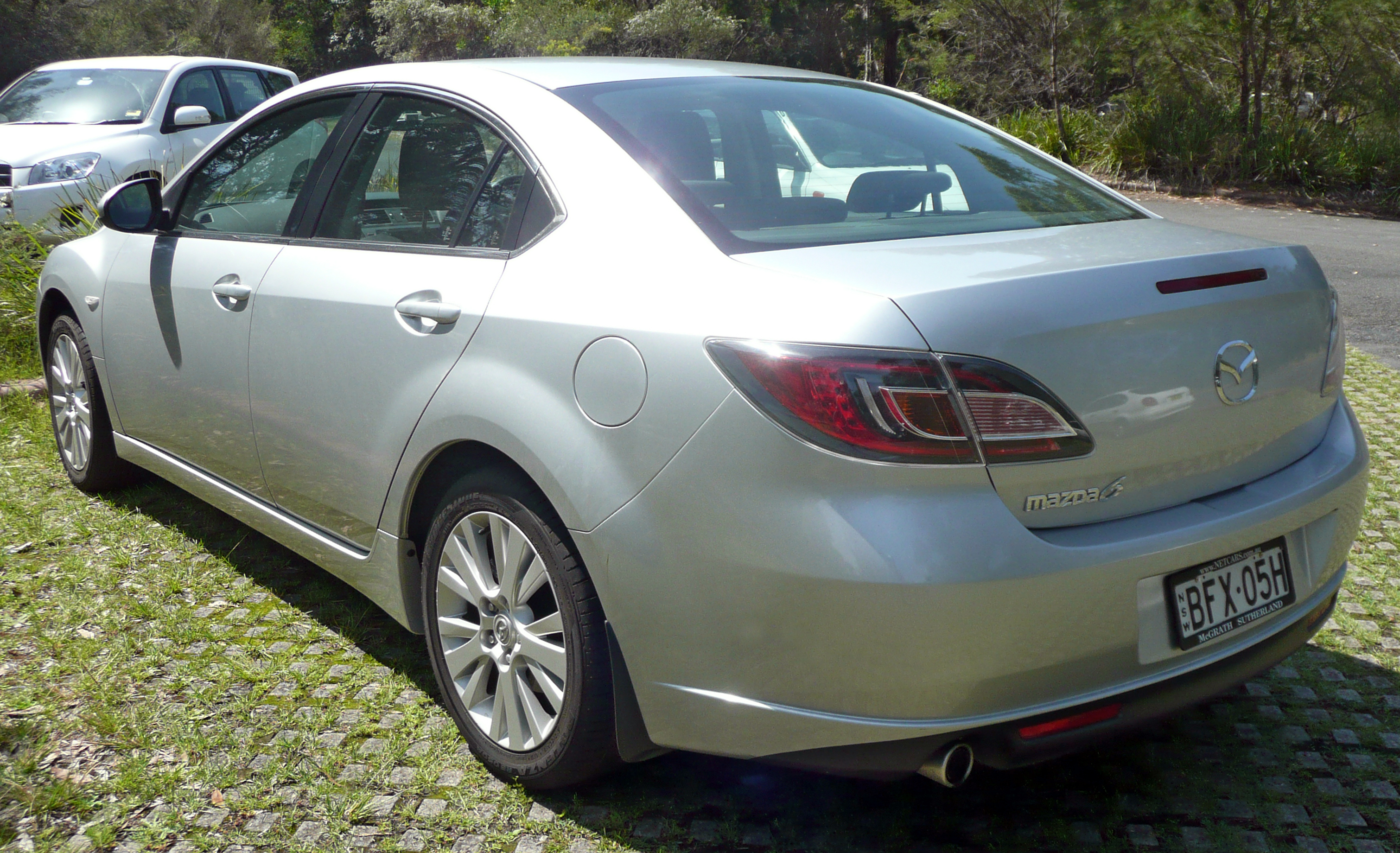
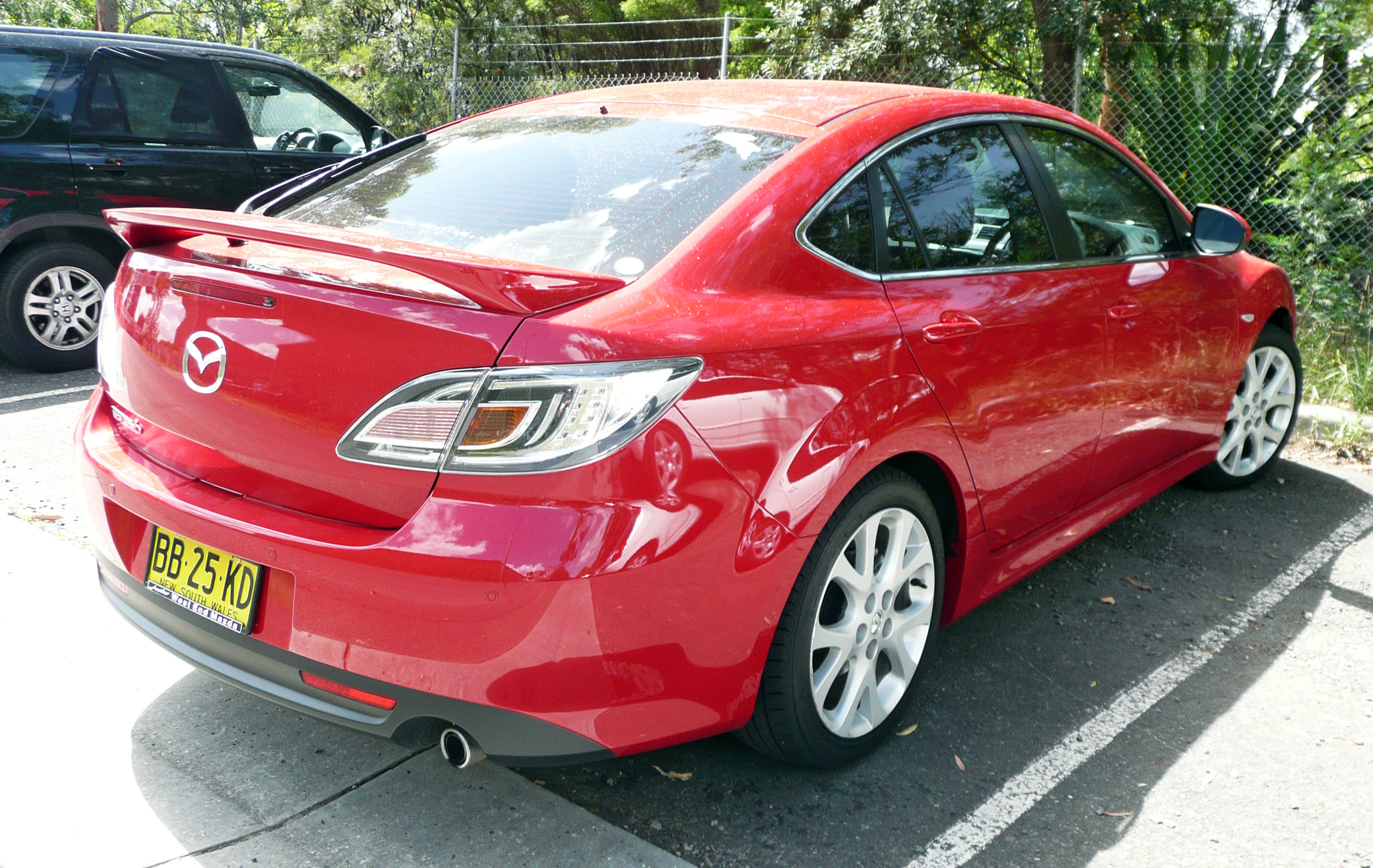
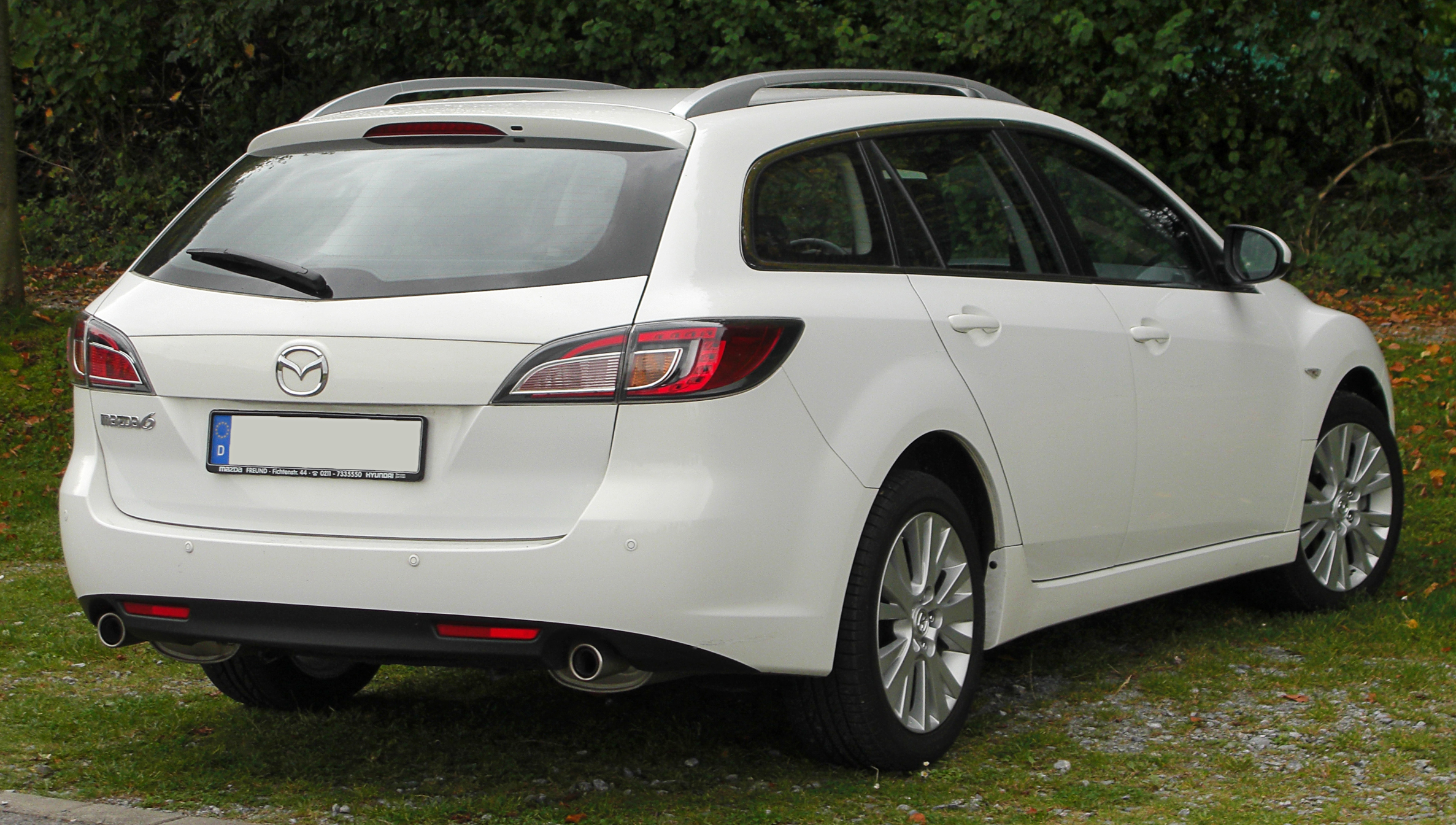
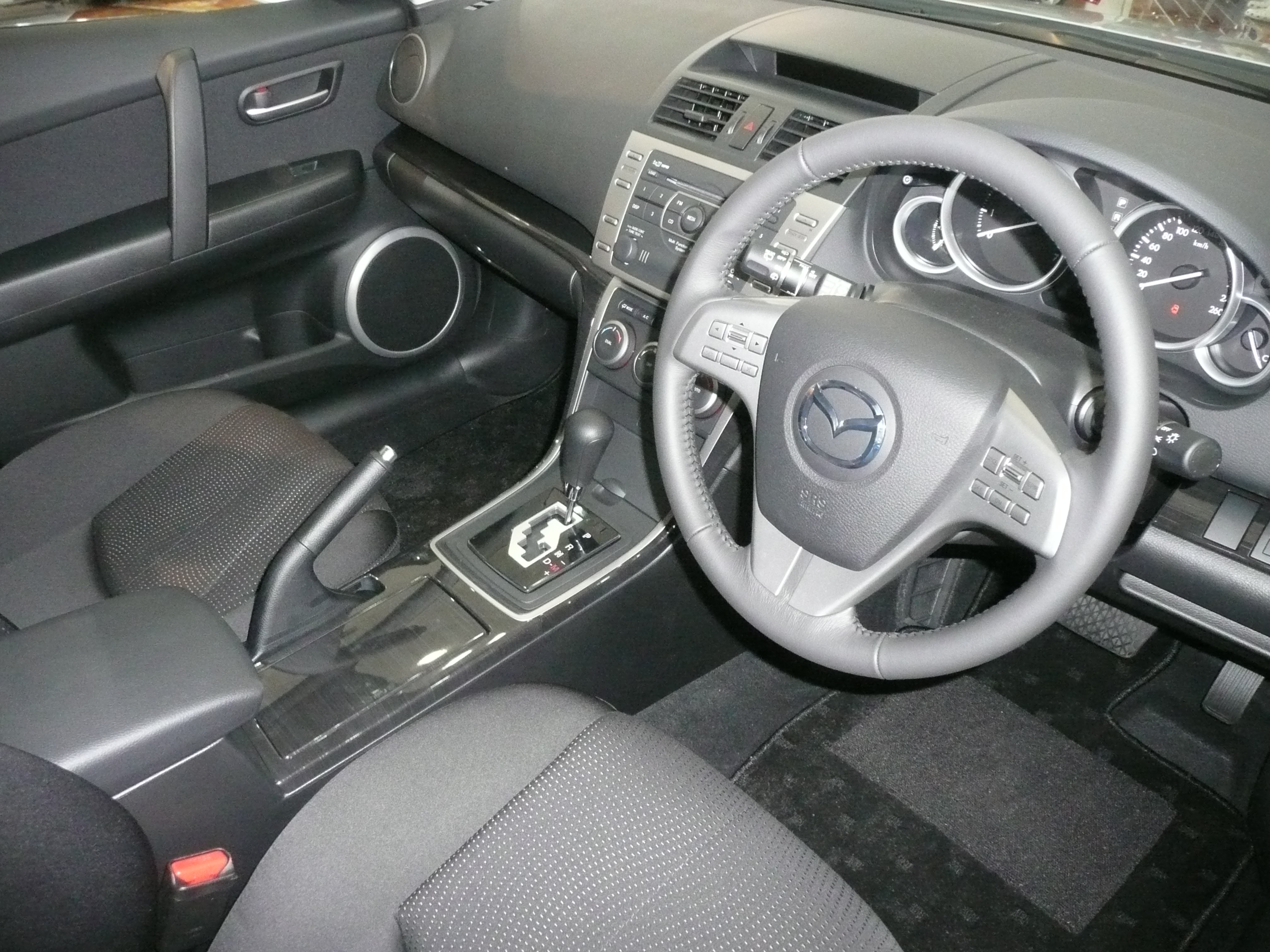
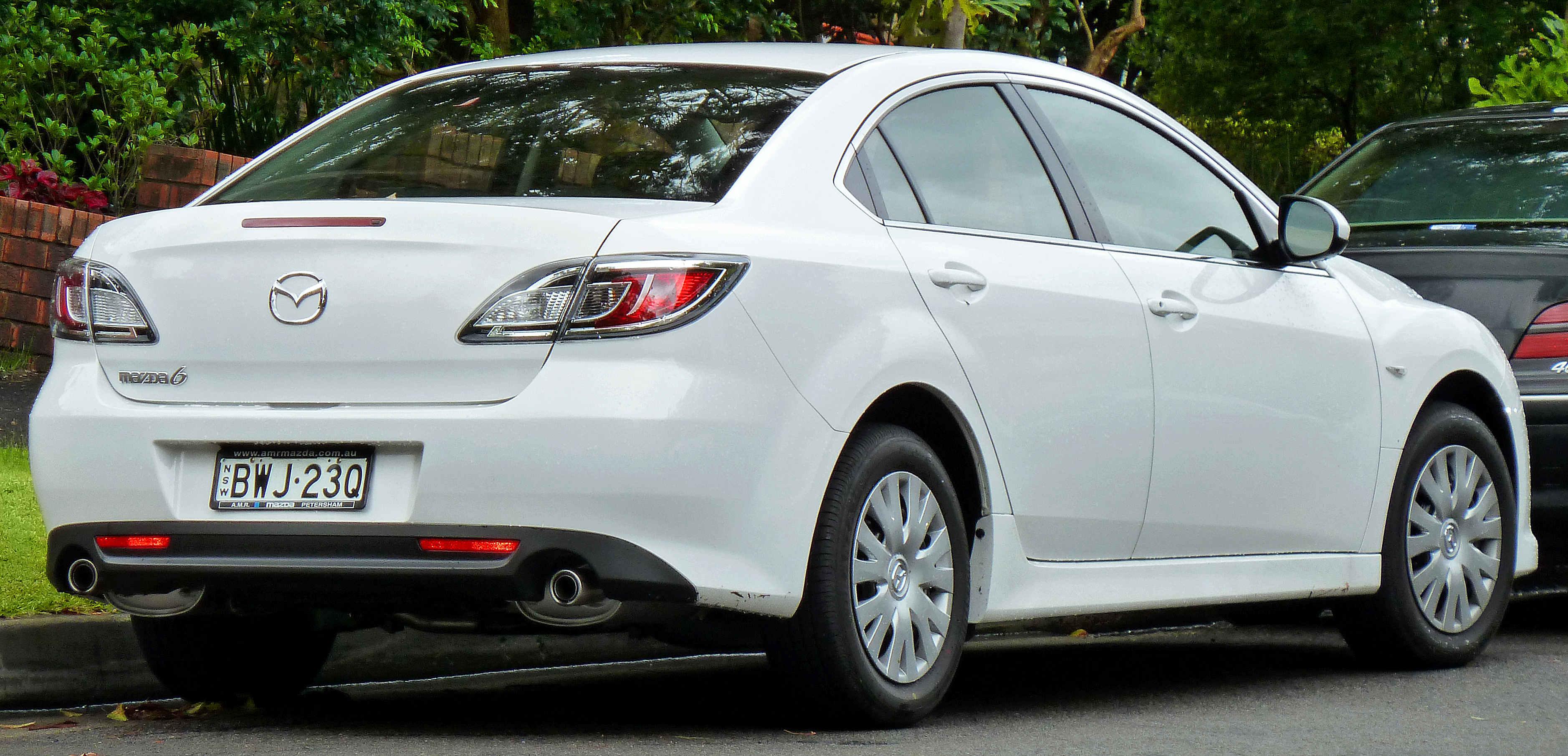
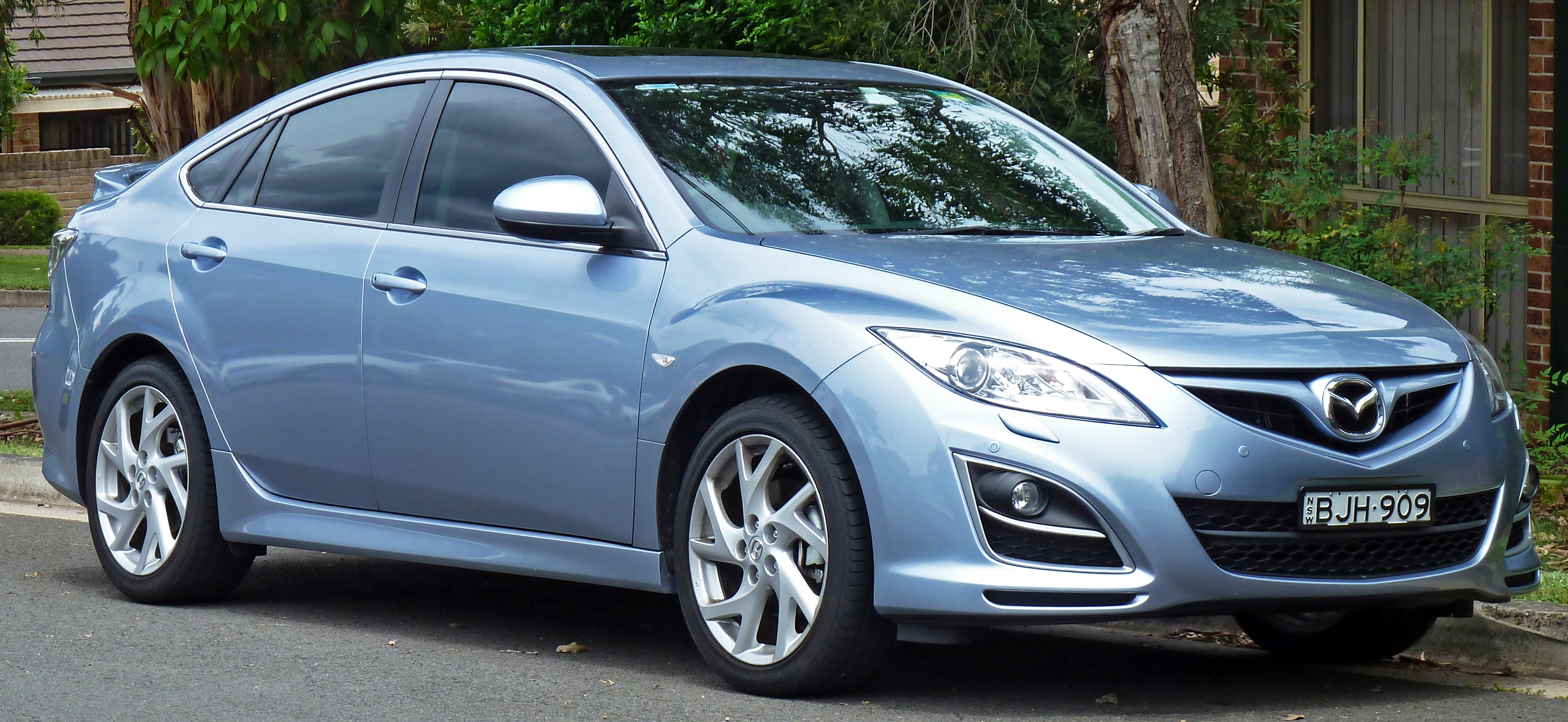
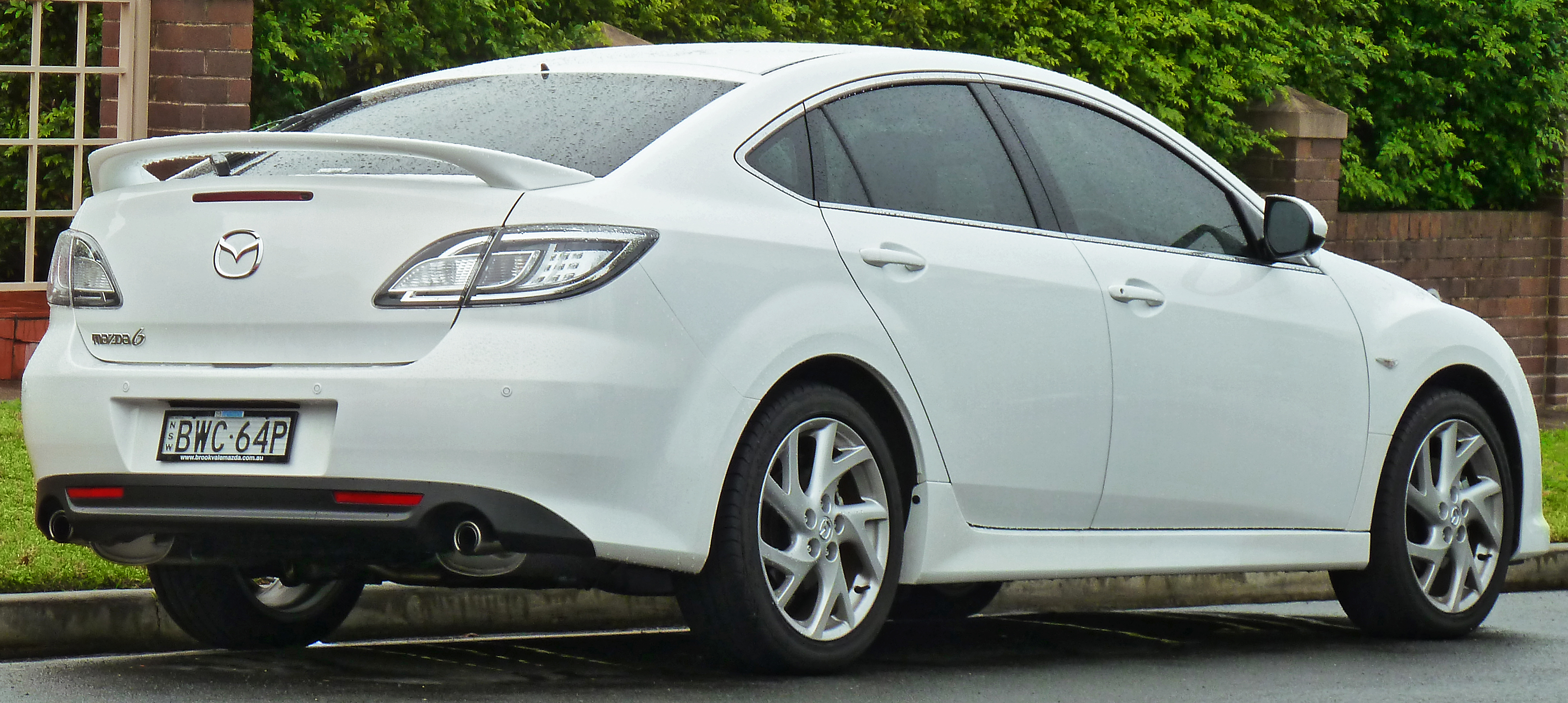
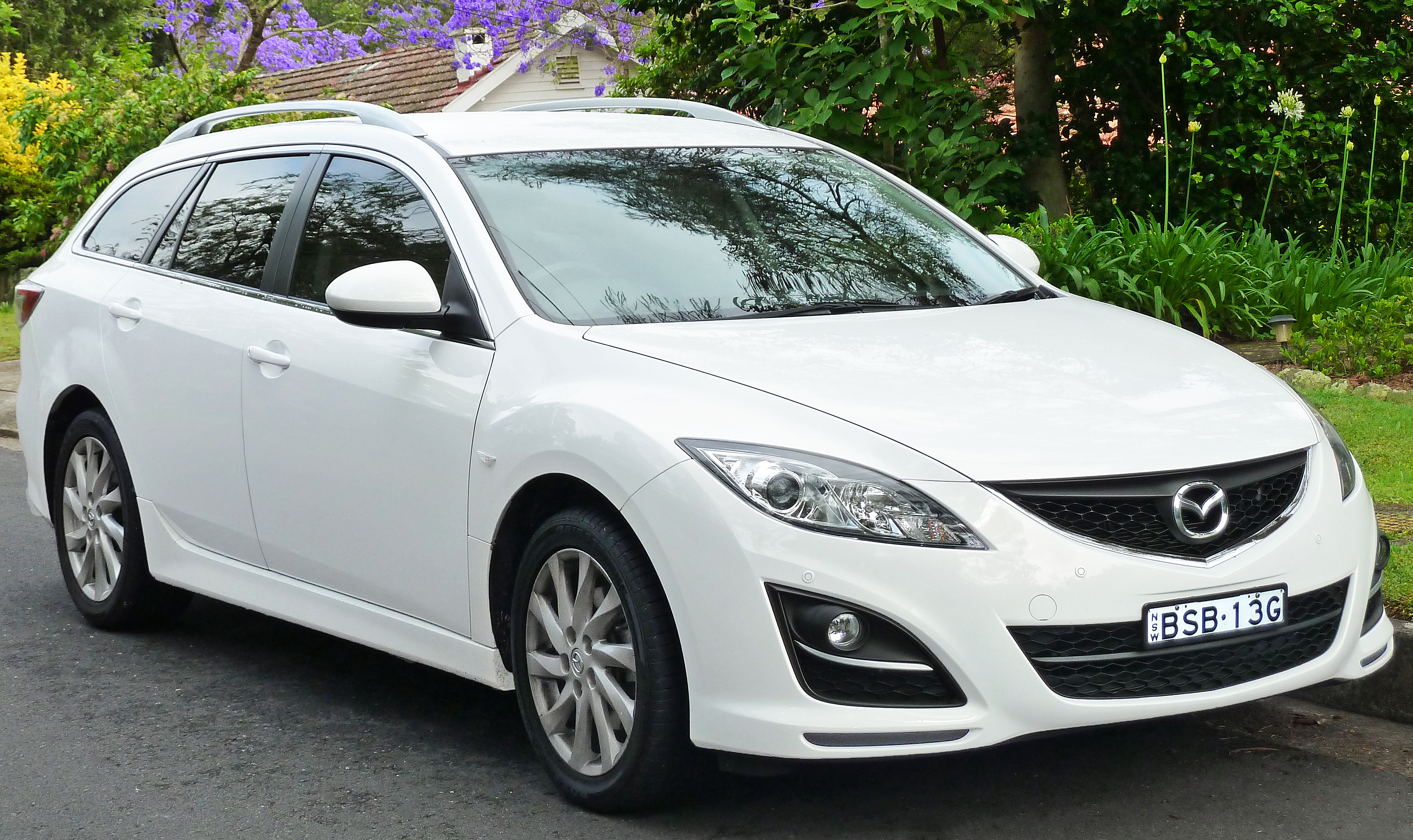
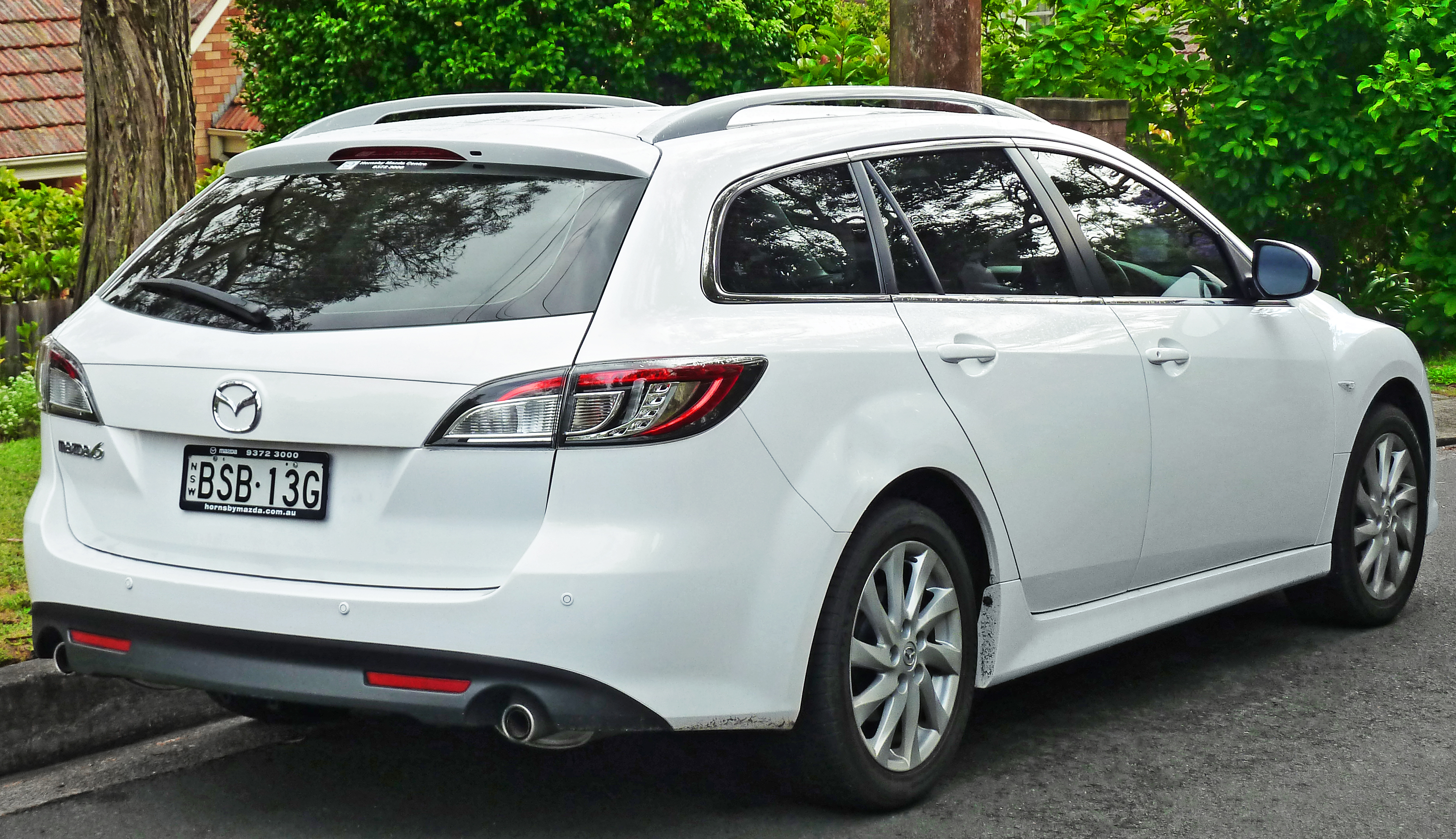
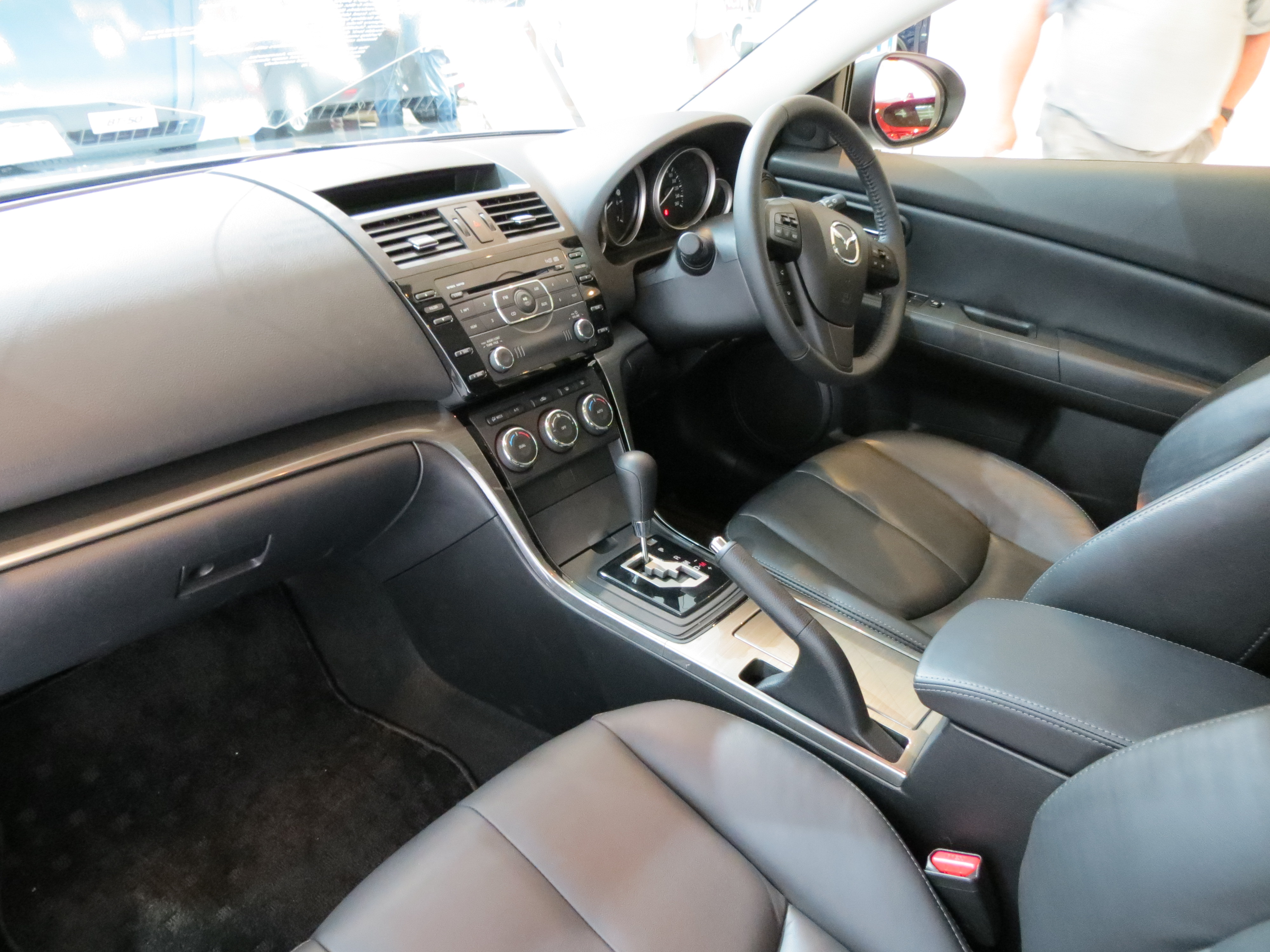
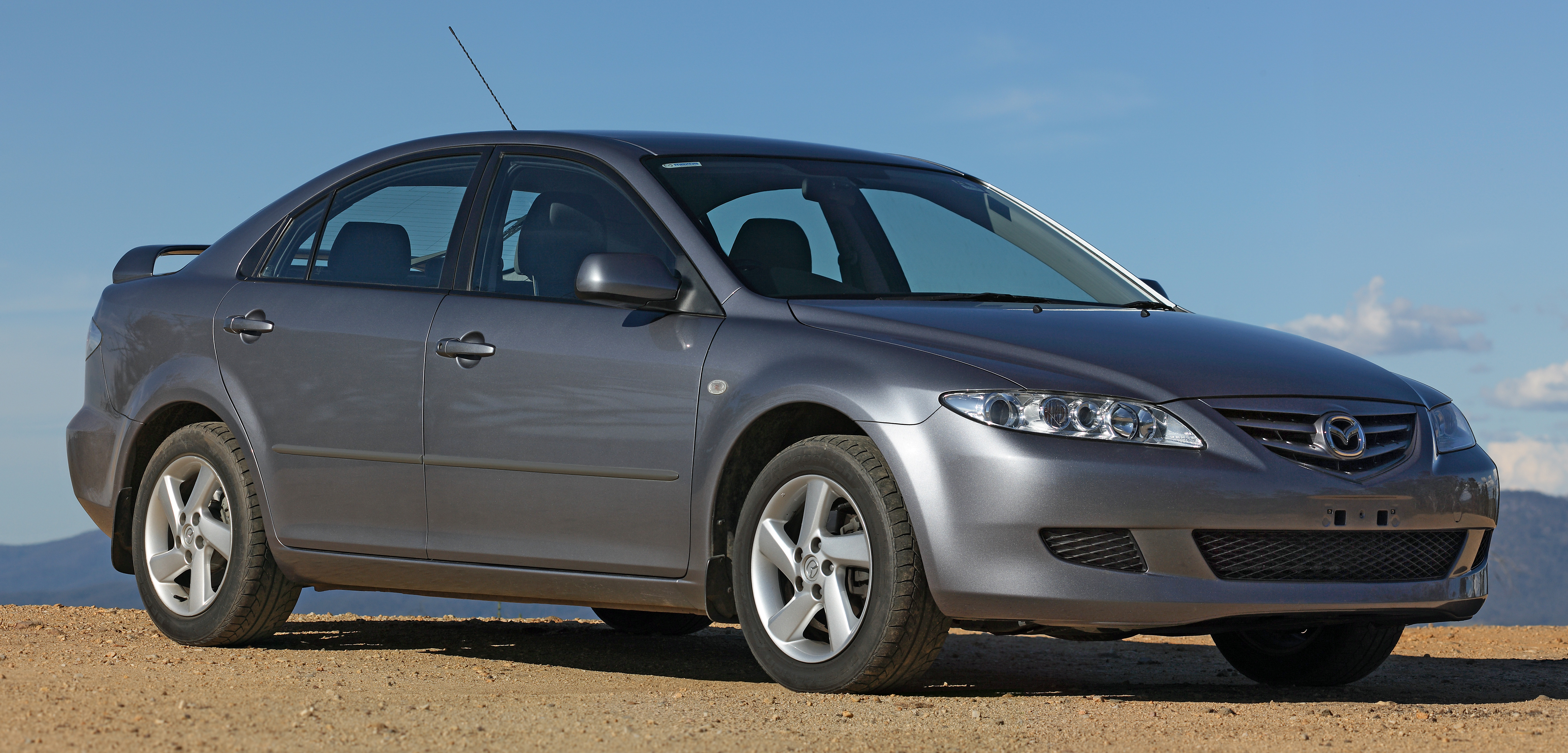
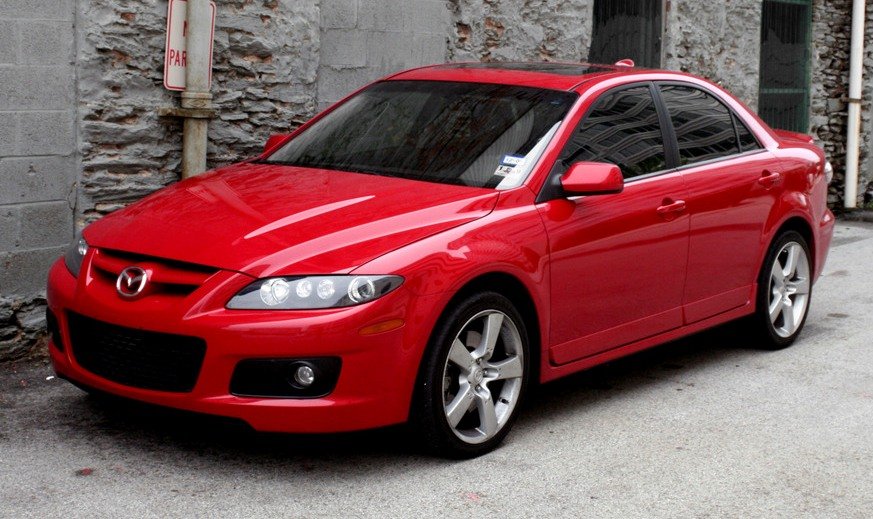

## جدول فروش
| سال  | فروش در ایالات متحده |
| ---- | -------------------- |
| ۲۰۰۳ | ۶۶٬۱۱۸               |
| ۲۰۰۴ | ۷۲٬۱۴۸               |
| ۲۰۰۵ | ۷۱٬۴۴۷               |
| ۲۰۰۶ | ۶۶٬۲۰۳               |
| ۲۰۰۷ | ۵۷٬۵۷۵               |
| ۲۰۰۸ | ۵۲٬۵۹۰               |
| ۲۰۰۹ | ۳۴٬۸۶۶               |
| ۲۰۱۰ | ۳۵٬۶۶۲               |
| ۲۰۱۱ | ۳۵٬۷۱۱               |
| ۲۰۱۲ | ۳۳٬۷۵۶               |
| ۲۰۱۳ | ۴۳٬۶۳۸               |
| ۲۰۱۴ | ۵۳٬۲۲۴               |
| ۲۰۱۵ | ۵۷٬۸۹۸               |
| ۲۰۱۶ | ۴۵٬۵۲۰               |